# CONATEL (Paraguay)
La Comisión Nacional de Telecomunicaciones (CONATEL) es un ente público de Paraguay, de carácter autárquico con personería jurídica de derecho público. 
Se encarga de la regulación administrativa y técnica y la planificación, programación, control, fiscalización y verificación de las telecomunicaciones dentro del territorio nacional.

## Historia

### Creación
El 29 de diciembre de 1995 se sanciona la Ley N.º 642 de Telecomunicaciones donde se crea la Comisión Nacional de Telecomunicaciones (CONATEL), descentralizando a la Administración Nacional de Telecomunicaciones (ANTELCO) -actual Copaco-, entonces única encargada sobre regulaciones en telecomunicaciones del país.
En el artículo n.º 7 de la mencionada ley, se especifican que la dirección de la CONATEL tendrá un directorio compuesto por cinco miembros: un Presidente y cuatro Directores, todos ellos designados por el Poder Ejecutivo.
Así como también la designación de dos Directores Suplentes que reemplazarán a los Titulares en caso de impedimento por cualquier motivo.

## Servicios regulados

### Telefonía móvil
La telefonía predominante en Paraguay es la telefonía celular, a cargo de las empresas Tigo, Personal, Claro, y Vox.

#### Licitación 5G
Para fines de enero de 2025, la CONATEL tiene previsto publicar el "Pliego de Bases y Condiciones Generales", de la licitación de ocho sub bandas de 3,500 MHz para la implementación de la red 5G.

Una vez publicado el documento, las empresas interesadas tendrán 30 días para presentar sus ofertas, por lo que se espera que en marzo de este año se concrete la adjudicación. A partir de allí, las compañías tendrían seis meses para instalar la primera radio base. Lo que significaría que, a finales del 2025, al menos las principales ciudades del país ya podrían contar con cobertura 5G.
El ente regulador de las telecomunicaciones estableció un precio de referencia de US$ 500.000 por cada sub banda, por lo que espera recaudar, al menos, US$ 4 millones por las ocho que se tienen previstas licitar. Cabe mencionar que este monto es considerablemente inferior a los US$ 90 millones que la entidad logró recaudar en la licitación para la red 4G en 2017.